# Championnat d'Europe de rugby à XV des moins de 18 ans 2024
Navigation
Championnat d'Europe des moins de 18 ans 2023 Championnat d'Europe des moins de 18 ans 2025
Le championnat d'Europe de rugby à XV des moins de 18 ans 2024 réunit 8 nations.
L'édition 2024 se déroule à Prague, en Tchéquie. La compétition se déroule du samedi 16 novembre au samedi 23 novembre 2024, au stade Markéta (en).
L'Allemagne s'est qualifiée pour cette édition en prenant le dessus sur la Pologne 34-12 et la Suisse 20-15.

## Présentation

### Équipes en compétition
| Groupe Elite |
| ------------ |
| Belgique     |
| Espagne      |
| Géorgie      |
| Pays-Bas     |
| Portugal     |
| Roumanie     |
| Allemagne    |
| Tchéquie     |

### Format
Les 8 équipes participent à un quart de finale. La suite de la compétition se fait par élimination directe à chaque tour. Des matchs de classement ont également lieu.

## Phase finale

### Tableau principal
|  | Quarts de finale                                     | Quarts de finale                                     |                                              |                                              | Demi-finales                                                  | Demi-finales                                                  |    |  | Finale                                               | Finale                                               |
|  | Quarts de finale                                     | Quarts de finale                                     |                                              |                                              | Demi-finales                                                  | Demi-finales                                                  |    |  | Finale                                               | Finale                                               |
|  |                                                      |                                                      |                                              |                                              |                                                               |                                                               |    |  |                                                      |                                                      |
|  | le 16 novembre 2024 à 18h20 au stade Markéta, Prague | le 16 novembre 2024 à 18h20 au stade Markéta, Prague |                                              |                                              | le 19 novembre 2024 à 17h30 au stade Markéta, Prague (Prague) | le 19 novembre 2024 à 17h30 au stade Markéta, Prague (Prague) |    |  | le 23 novembre 2024 à 16h30 au stade Markéta, Prague | le 23 novembre 2024 à 16h30 au stade Markéta, Prague |
|  | le 16 novembre 2024 à 18h20 au stade Markéta, Prague | le 16 novembre 2024 à 18h20 au stade Markéta, Prague |                                              |                                              | le 19 novembre 2024 à 17h30 au stade Markéta, Prague (Prague) | le 19 novembre 2024 à 17h30 au stade Markéta, Prague (Prague) |    |  | le 23 novembre 2024 à 16h30 au stade Markéta, Prague | le 23 novembre 2024 à 16h30 au stade Markéta, Prague |
|  | Portugal                                             | 10                                                   |                                              |                                              | le 19 novembre 2024 à 17h30 au stade Markéta, Prague (Prague) | le 19 novembre 2024 à 17h30 au stade Markéta, Prague (Prague) |    |  | le 23 novembre 2024 à 16h30 au stade Markéta, Prague | le 23 novembre 2024 à 16h30 au stade Markéta, Prague |
|  | Portugal                                             | 10                                                   |                                              |                                              | le 19 novembre 2024 à 17h30 au stade Markéta, Prague (Prague) | le 19 novembre 2024 à 17h30 au stade Markéta, Prague (Prague) |    |  | le 23 novembre 2024 à 16h30 au stade Markéta, Prague | le 23 novembre 2024 à 16h30 au stade Markéta, Prague |
|  | Tchéquie                                             | 14                                                   |                                              |                                              | le 19 novembre 2024 à 17h30 au stade Markéta, Prague (Prague) | le 19 novembre 2024 à 17h30 au stade Markéta, Prague (Prague) |    |  | le 23 novembre 2024 à 16h30 au stade Markéta, Prague | le 23 novembre 2024 à 16h30 au stade Markéta, Prague |
|  | Tchéquie                                             | 14                                                   | Tchéquie                                     | 17                                           |                                                               |                                                               |    |  | le 23 novembre 2024 à 16h30 au stade Markéta, Prague | le 23 novembre 2024 à 16h30 au stade Markéta, Prague |
|  | le 16 novembre 2024 à 10h50 au stade Markéta, Prague |                                                      | Tchéquie                                     | 17                                           |                                                               |                                                               |    |  | le 23 novembre 2024 à 16h30 au stade Markéta, Prague | le 23 novembre 2024 à 16h30 au stade Markéta, Prague |
|  |                                                      | Espagne                                              | 41                                           |                                              |                                                               |                                                               |    |  | le 23 novembre 2024 à 16h30 au stade Markéta, Prague | le 23 novembre 2024 à 16h30 au stade Markéta, Prague |
|  | Espagne                                              | Espagne                                              | 41                                           | 34                                           |                                                               |                                                               |    |  | le 23 novembre 2024 à 16h30 au stade Markéta, Prague | le 23 novembre 2024 à 16h30 au stade Markéta, Prague |
|  | Espagne                                              |                                                      |                                              | 34                                           |                                                               |                                                               |    |  | le 23 novembre 2024 à 16h30 au stade Markéta, Prague | le 23 novembre 2024 à 16h30 au stade Markéta, Prague |
|  | Belgique                                             | 0                                                    |                                              |                                              |                                                               |                                                               |    |  | le 23 novembre 2024 à 16h30 au stade Markéta, Prague | le 23 novembre 2024 à 16h30 au stade Markéta, Prague |
|  | Belgique                                             | 0                                                    | Espagne                                      | 11                                           |                                                               |                                                               |    |  |                                                      |                                                      |
|  | le 16 novembre 2024 à 13h20 au stade Markéta, Prague |                                                      | Espagne                                      | 11                                           |                                                               |                                                               |    |  |                                                      |                                                      |
|  |                                                      | Géorgie                                              | 32                                           |                                              |                                                               |                                                               |    |  |                                                      |                                                      |
|  | Pays-Bas                                             | Géorgie                                              | 32                                           | 28                                           |                                                               |                                                               |    |  |                                                      |                                                      |
|  | Pays-Bas                                             | le 19 novembre 2024 à 15h00 au stade Markéta, Prague |                                              | 28                                           |                                                               |                                                               |    |  |                                                      |                                                      |
|  | Roumanie                                             | 12                                                   |                                              |                                              |                                                               |                                                               |    |  |                                                      |                                                      |
|  | Roumanie                                             | 12                                                   | Pays-Bas                                     | 5                                            |                                                               |                                                               |    |  |                                                      |                                                      |
|  | le 16 novembre 2024 à 15h50 au stade Markéta, Prague | le 16 novembre 2024 à 15h50 au stade Markéta, Prague | Pays-Bas                                     | 5                                            | Match pour la 3e place                                        | Match pour la 3e place                                        |    |  |                                                      |                                                      |
|  | le 16 novembre 2024 à 15h50 au stade Markéta, Prague | le 16 novembre 2024 à 15h50 au stade Markéta, Prague |                                              | Géorgie                                      | Match pour la 3e place                                        | Match pour la 3e place                                        | 36 |  |                                                      |                                                      |
|  | Géorgie                                              | 67                                                   | le 23 novembre 2024 au stade Markéta, Prague | le 23 novembre 2024 au stade Markéta, Prague |                                                               |                                                               | 36 |  |                                                      |                                                      |
|  | Géorgie                                              | 67                                                   | le 23 novembre 2024 au stade Markéta, Prague | le 23 novembre 2024 au stade Markéta, Prague |                                                               |                                                               |    |  |                                                      |                                                      |
|  | Allemagne                                            | 0                                                    |                                              | Tchéquie                                     | 0                                                             |                                                               |    |  |                                                      |                                                      |
|  | Allemagne                                            | 0                                                    |                                              | Tchéquie                                     | 0                                                             |                                                               |    |  |                                                      |                                                      |
|  |                                                      |                                                      |                                              |                                              |                                                               |                                                               |    |  | Pays-Bas                                             | 34                                                   |
|  |                                                      |                                                      |                                              |                                              |                                                               |                                                               |    |  | Pays-Bas                                             | 34                                                   |

#### Matchs de classement
|  | Demi-finales de classement                           | Demi-finales de classement                          |                        |    | Match pour la 5e place                               | Match pour la 5e place                               |
|  | Demi-finales de classement                           | Demi-finales de classement                          |                        |    | Match pour la 5e place                               | Match pour la 5e place                               |
|  |                                                      |                                                     |                        |    |                                                      |                                                      |
|  | le 19 novembre 2024 à 9h50 au stade Markéta, Prague  | le 19 novembre 2024 à 9h50 au stade Markéta, Prague |                        |    | le 23 novembre 2024 à 11h20 au stade Markéta, Prague | le 23 novembre 2024 à 11h20 au stade Markéta, Prague |
|  | le 19 novembre 2024 à 9h50 au stade Markéta, Prague  | le 19 novembre 2024 à 9h50 au stade Markéta, Prague |                        |    | le 23 novembre 2024 à 11h20 au stade Markéta, Prague | le 23 novembre 2024 à 11h20 au stade Markéta, Prague |
|  | Portugal                                             | 27                                                  |                        |    | le 23 novembre 2024 à 11h20 au stade Markéta, Prague | le 23 novembre 2024 à 11h20 au stade Markéta, Prague |
|  | Portugal                                             | 27                                                  |                        |    | le 23 novembre 2024 à 11h20 au stade Markéta, Prague | le 23 novembre 2024 à 11h20 au stade Markéta, Prague |
|  | Belgique                                             | 15                                                  |                        |    | le 23 novembre 2024 à 11h20 au stade Markéta, Prague | le 23 novembre 2024 à 11h20 au stade Markéta, Prague |
|  | Belgique                                             | 15                                                  | Portugal               | 30 |                                                      |                                                      |
|  | le 19 novembre 2024 à 13h20 au stade Markéta, Prague |                                                     | Portugal               | 30 |                                                      |                                                      |
|  |                                                      | Allemagne                                           | 12                     |    |                                                      |                                                      |
|  | Roumanie                                             | Allemagne                                           | 12                     | 12 |                                                      |                                                      |
|  | Roumanie                                             |                                                     |                        | 12 |                                                      |                                                      |
|  | Allemagne                                            | 29                                                  |                        |    |                                                      |                                                      |
|  | Allemagne                                            | 29                                                  | Match pour la 7e place |    |                                                      |                                                      |
|  |                                                      |                                                     |                        |    |                                                      |                                                      |
|  | le 23 novembre 2024 à 8h50 au stade Markéta, Prague  |                                                     |                        |    |                                                      |                                                      |
|  |                                                      |                                                     |                        |    |                                                      |                                                      |
|  | Belgique                                             | 30                                                  |                        |    |                                                      |                                                      |
|  | Belgique                                             | 30                                                  |                        |    |                                                      |                                                      |
|  | Roumanie                                             | 14                                                  |                        |    |                                                      |                                                      |
|  | Roumanie                                             | 14                                                  |                        |    |                                                      |                                                      |

## Résultats détaillés

### Demi-finales
| 19 novembre 2024 18 h 30 UTC+01:00 | Tchéquie | 19-41 (5-27) | Espagne | stade Markéta, Prague Arbitre : Anthony Lac |
| 19 novembre 2024 18 h 30 UTC+01:00 | Essai(s) : 3 Ondrej Cerny (21e), Vojtech Nevicky (49e), Lukas Chra (60e) Transformation(s) : 2 Matej Schral (50e, 61e) | Rapport      | Essai(s) : 5 Pelayo Serrano (3e), Marçal Carreras (12e), Oinatz Irbieta (19e), Mateo Aragon (51e), essai de pénalité (58e) Transformation(s) : 3 Pedro Perez (4e, 13e, 20e) Pénalité(s) : 2 Pedro Perez (6e, 9e) | stade Markéta, Prague Arbitre : Anthony Lac |
| 19 novembre 2024 18 h 30 UTC+01:00 | | Rapport      | | stade Markéta, Prague Arbitre : Anthony Lac |

| 19 novembre 2024 16 h 0 UTC+01:00 | Pays-Bas                    | 5-36 (0-17) | Géorgie | stade Markéta, Prague Arbitre : Alberto Favaro |
| 19 novembre 2024 16 h 0 UTC+01:00 | Essai(s) : 1 Kian Vos (65e) | Rapport     | Essai(s) : 6 Nikoloz Korakhashvili (5e, 41e), Gigi Sirbiladze (14e), Dachi Chelidze (20e), Anri Shvelidze (37e), Luka Narsia (48e) Transformation(s) : 3 Gigi Sirbiladze (21e, 42e, 49e) | stade Markéta, Prague Arbitre : Alberto Favaro |
| 19 novembre 2024 16 h 0 UTC+01:00 |                             | Rapport     | | stade Markéta, Prague Arbitre : Alberto Favaro |

### Finale
| 23 novembre 2024 17 h 30 UTC+01:00 | Espagne                                                                   | 11-32 (6-22) | Géorgie | stade Markéta, Praque 500 spectateurs Arbitre : Nicolae Fratila |
| 23 novembre 2024 17 h 30 UTC+01:00 | Essai(s) : 1 Oriol Marsinyac (50e) Pénalité(s) : 2 Pedro Perez (16e, 26e) | Rapport      | Essai(s) : 4 Saba Sharvaskidze (4e), Anri Shvelidze (10e), Daviti Barbakadze (19e), essai de pénalité (48e) Transformation(s) : 2 Gigi Sirbiladze (5e, 20e) Pénalité(s) : 2 Gigi Sirbiladze (29e, 37e) | stade Markéta, Praque 500 spectateurs Arbitre : Nicolae Fratila |
| 23 novembre 2024 17 h 30 UTC+01:00 |                                                                           | Rapport      | | stade Markéta, Praque 500 spectateurs Arbitre : Nicolae Fratila |